# املای تاریخی
املای تاریخی به املای کلمه‌هایی گفته می‌شود که صورت نوشتاری آنها با صورت تلفظ‌شدهٔ آن‌ها همخوانی ندارد، به این معنا که املای آن‌ها بیان‌گر صورت کُهن‌تر تلفظ آنهاست، که آن صورت کهن‌ترِ تلفظ به مرور منسوخ شده‌است ولی املای آن کلمه برای حفظ سازگاری تغییر نکرده‌است. معمولاً در تمام زبان‌هایی که سابقهٔ طولانی کتابت با یک دبیره دارند، املای تاریخی یافت می‌شود. برای نمونه املای «خواهر» و «خواب» در زبان فارسی املایی تاریخی است.